# Sekyrka
Sekyrka (německy Axt) je malá vesnice, část obce Osečnice v okrese Rychnov nad Kněžnou. Nachází se asi 1 km na západ od Osečnice. V roce 2009 zde bylo evidováno 14 adres. V roce 2001 zde trvale žilo 12 obyvatel.
Sekyrka leží v katastrálním území Osečnice o výměře 6,13 km2.

## Historie
Sekyrka byla původně koncovou osadou obce Hlinné. Přišel rok 1960, kdy došlo ke sloučení obce Rovné s obcemi Kamenice, Hlinné a Dobré, z čehož vznikla obec Dobré. Tím se přidružené obce staly jen místními částmi obce Dobré, což ještě v tu dobu pro samosprávnou obec Šediviny mělo důsledky toho, že přišly o díl svého katastrálního území, a to o pět chalup s pozemky v místní části Malé Šediviny, který připadl do katastrálního území Rovné. Při slučování výše uvedených obcí přišla obec Hlinné o její osadu Sekyrka, která byla dána obci Osečnice (dříve Vošetnice, v místním nářečí Vošenice). Proto došlo k odebrání dílu Malých Šedivin do katastrálního území Rovné, aby nově sloučením zvětšená obec Dobré měla při součtu přidružených vesnic stejně velké území, tak jak tomu bylo za jejich samosprávy.

## Další fotografie

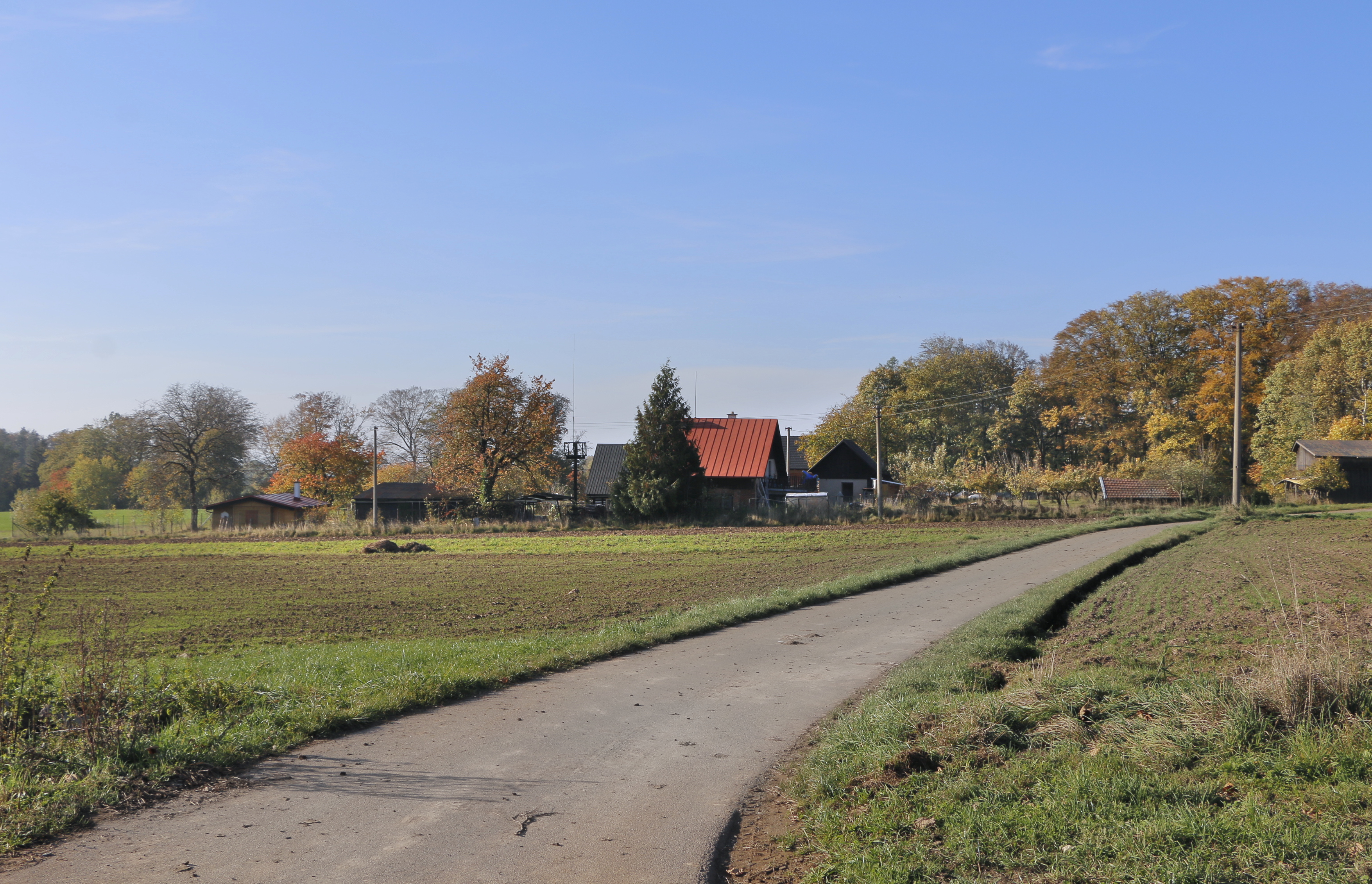
Západní část vsi
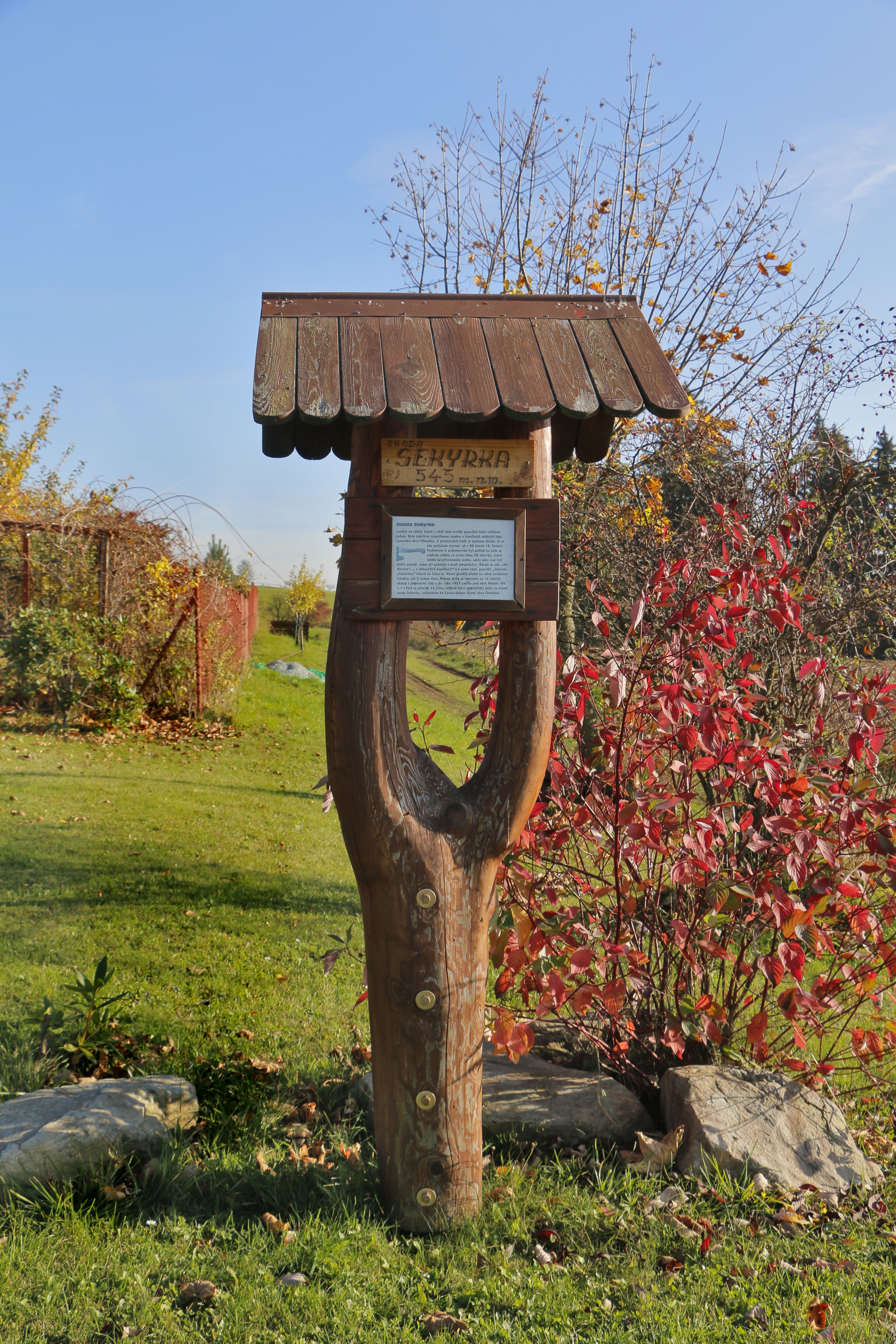
Informační sloup
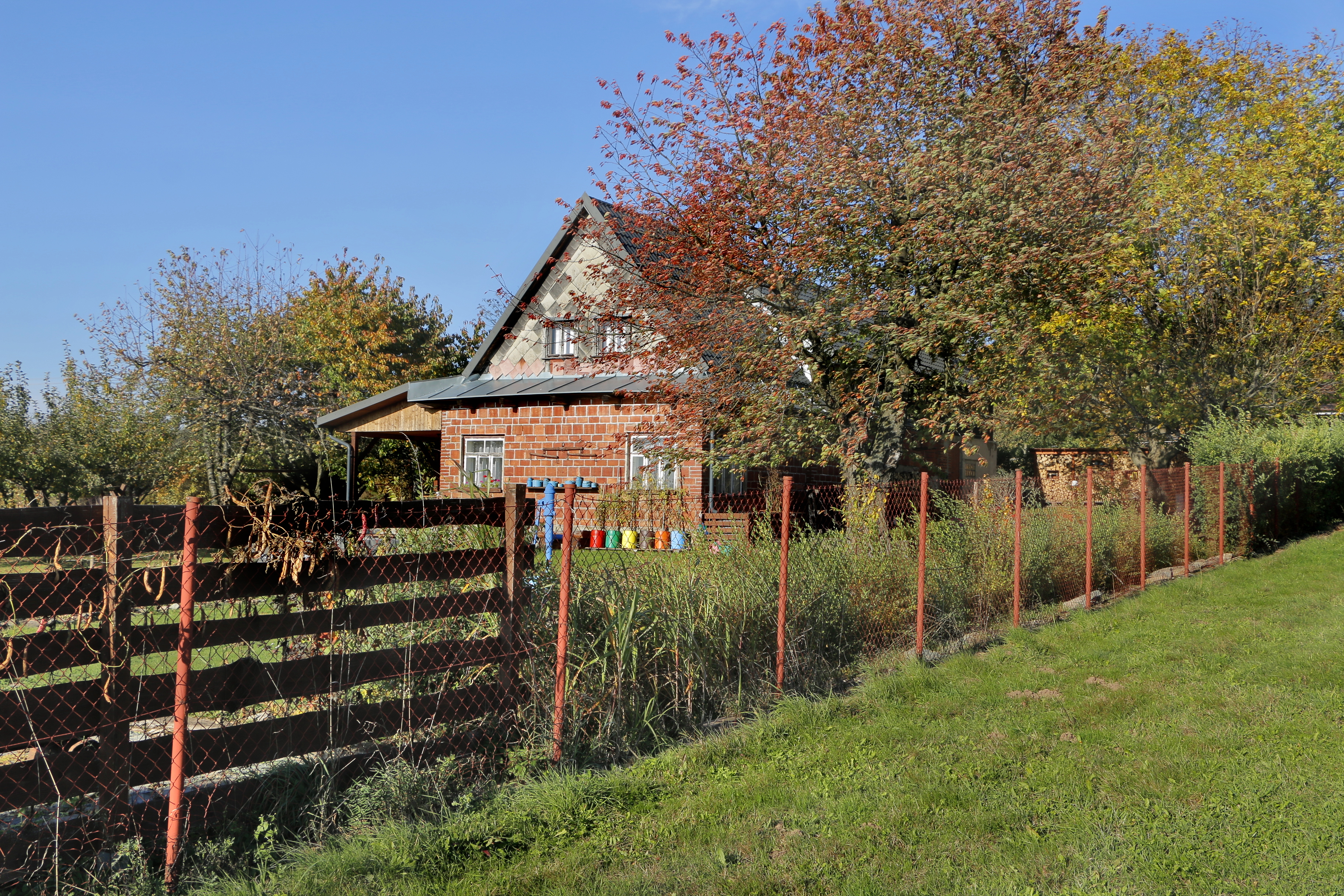
Dům čp. 11